# Ameghinoa
Ameghinoa je monotipski biljni rod iz porodice zvjezdanovki, dio tribusa Nassauvieae. Jedina je vrsta argentinski endem, A. patagonica, grmić sa žutim cvjetovima iz provincija Chubut, La Pampa, Mendoza, Neuquen, Río Negro i Santa Cruz.